# To Rome with Love (film)
To Rome with Love è un film del 2012 scritto e diretto da Woody Allen.
Il film segna il ritorno alla recitazione cinematografica di Roberto Benigni e Woody Allen, dopo sette anni rispettivamente da La tigre e la neve e Scoop.

## Trama
Il film racconta quattro storie diverse che si sviluppano sullo sfondo della capitale italiana.

### La storia di Hayley
La turista americana Hayley, in vacanza a Roma per l'estate, conosce e si mette insieme all'avvocato italiano Michelangelo. I genitori della donna, Jerry e Phyllis, vengono a Roma per incontrare il fidanzato e la sua famiglia. Jerry, un produttore discografico in pensione, riconosce l'incredibile talento canoro di Giancarlo, padre di Michelangelo (impresario di pompe funebri). Lo convince a fare un'audizione davanti ad alcune importanti figure dell'opera, ma l'uomo riesce a cantare bene solo se si trova sotto la doccia. Michelangelo accusa Jerry di voler sfruttare suo padre mettendolo in imbarazzo solo per cercare di far resuscitare la sua carriera mediocre e ciò porta a un contrasto con Hayley, che prende le difese del genitore.
Jerry mette quindi in scena uno spettacolo al Teatro dell'Opera in cui Giancarlo si esibisce in una doccia appositamente costruita. Visto il successo, Jerry e Giancarlo portano in scena anche l'opera Pagliacci, durante la quale la doccia di Giancarlo risulta estremamente fuori contesto. Il canto dell'uomo riceve l'acclamo, mentre lo spettacolo di Jerry viene stroncato senza che lui lo sappia (in lingua originale viene appellato come un "imbecille", nella versione in Italiano viene usata la locuzione latina "minus habens"). Giancarlo decide di ritirarsi dal canto lirico perché preferisce dedicarsi al suo lavoro e alla sua famiglia, pur apprezzando l'occasione di realizzare il suo sogno, mentre il rapporto tra Michelangelo e Hayley si fortifica nuovamente.

### La storia di Antonio
I novelli sposi Antonio e Milly intendono trasferirsi a Roma poiché i facoltosi zii di Antonio gli hanno offerto un lavoro nell'azienda di famiglia. Prima di incontrare i parenti del marito, Milly va a fare un giro per la città ma si perde e smarrisce il cellulare in un tombino; casualmente capita sul set di un film in cui recita Luca Salta, un attore che lei idolatra e che si dimostra attratto da lei, invitandola a pranzo. Nel frattempo, all'hotel, Antonio è preoccupato per l'assenza di Milly quando entra nella sua stanza Anna, una prostituta inviata per errore nella sua camera. I suoi zii lo sorprendono in una situazione compromettente, quindi il ragazzo si sente costretto a mentire per salvare la faccia dicendo loro che Anna è sua moglie Milly. Il gruppo va a pranzo nello stesso locale in cui si trovano Milly e Salta, e Antonio, nel vederli, si ingelosisce. Gli zii lo portano ad una festa ma Antonio si rende conto di non avere nulla in comune con le persone a cui viene presentato, che per giunta risultano essere per la maggior parte clienti di Anna, la quale intuisce la sua innocenza e lo seduce tra i cespugli.
Nel frattempo, Luca porta Milly nella sua camera d'albergo e le fa delle avances. Milly intende accettarle, ma un ladro armato introdottosi nella camera li minaccia per ottenere oggetti di valore. Quando la moglie di Salta si presenta con un investigatore privato, i tre collaborano per non essere scoperti; dopo che la moglie se n'è andata, anche Salta se ne va e Milly decide di avere un rapporto con il ladro. Riuniti all'hotel, Milly e Antonio decidono di non fermarsi a Roma e di tornare a casa.

### La storia di Leopoldo
Leopoldo è un romano che vive una vita monotona con la moglie e i due figli. Inspiegabilmente, una mattina si sveglia e scopre di essere diventato una celebrità nazionale: i paparazzi documentano ogni sua mossa, i giornalisti gli chiedono dettagli sulle sue azioni giornaliere più insignificanti; diventa anche il manager della sua azienda e Serafina, l'attraente segretaria del suo ex capo, va a letto con lui. Leopoldo inizia a frequentare modelle e a partecipare a prestigiose anteprime cinematografiche, sebbene l'attenzione costante posta su di lui gli gravi parecchio. Un giorno, nel mezzo dell'ennesima intervista, i paparazzi individuano un uomo "che sembra più interessante" e concentrano la loro attenzione su di lui, dimenticandosi di Leopoldo. In un primo momento l'uomo accoglie con favore il ritorno alla sua vecchia vita, ma poi diventa frustrato dal modo in cui viene ignorato nuovamente dalla gente. Leopoldo impara così che la vita può essere monotona e stancante sia per una celebrità sia per un uomo comune, ma a confronto è meglio la prima opzione.

### La storia di John
John, un noto architetto, è in visita a Roma con sua moglie e i loro amici. Avendo vissuto in città trent'anni prima, John si separa dal gruppo preferendo visitare i luoghi della sua giovinezza piuttosto che fare un giro turistico. Mentre cerca il suo vecchio condominio incontra Jack, un giovane studente di architettura americano che lo riconosce; Jack ora vive nella sua casa precedente e lo invita nell'appartamento che condivide con Sally, la sua ragazza. Per il resto della storia John appare in modo quasi surreale, come una presenza solo parzialmente concreta che commenta gli eventi in modo franco, discutendo al riguardo con Jack. Sally ospita nell'appartamento l'esordiente attrice Monica, la sua migliore amica, informando Jack che emana un'attrazione sessuale che fa impazzire gli uomini; teme che Jack possa innamorarsi di lei e anche John continua ad avvertirlo. Quando Monica arriva, inizialmente Jack non ne è impressionato ma lentamente inizia a cadere preda del suo fascino, tanto da ingelosirsi quando comincia a uscire con un altro. Una sera, i due si baciano e hanno un rapporto sessuale.
Jack arriva a progettare di lasciare Sally per Monica, decidendo però di aspettare che Sally finisca il suo esame universitario affinché non si distragga. Jack e Monica progettano di viaggiare in Grecia e Sicilia, ma poi Monica riceve una telefonata dal suo agente che la informa che le è stato offerto un ruolo in un blockbuster di Hollywood che la terrà impegnata a Los Angeles e Tokyo per cinque mesi. Lei si fa prendere immediatamente dall'entusiasmo dimenticandosi di Jack, il quale capisce quanto ella sia superficiale e rimane con Sally. John e Jack tornano nella strada romana dove si erano incontrati e si separano. Viene fatto intendere che la storia sia un ricordo di John (sposato ora con Sally) e che Jack sia lui stesso da giovane.

## Produzione
Nelle intenzioni del regista, il film doveva intitolarsi Nero Fiddled, ma i produttori chiesero ad Allen di cambiarlo.
Il film è stato girato interamente a Roma, durante l'estate 2011.
Pierluigi Marchionne, che interpreta il vigile urbano nella sequenza iniziale, è un vero agente della Polizia Roma Capitale. Woody Allen era rimasto affascinato dalla pedana di Piazza Venezia e aveva chiesto al vigile in servizio di girare una scena.
Fabio Armiliato, che interpreta il ruolo di Giancarlo Santoli (il personaggio che canta l'opera sotto la doccia), nella vita reale è un noto tenore italiano.

## Colonna sonora
Nella colonna sonora vi sono alcuni brani musicali italiani reinterpretati dall'orchestra, tra cui Nel blu dipinto di blu di Domenico Modugno, Amada mia, amore mio di El Pasador e Arrivederci Roma di Renato Rascel.
Sono presenti anche arie d'opera: Nessun dorma da Turandot di Giacomo Puccini, Amor ti vieta da Fedora di Umberto Giordano e Vesti la giubba da Pagliacci di Ruggero Leoncavallo.

## Distribuzione
Le prime immagini del film sono state diffuse online il 14 marzo 2012, a poco più di un mese dall'uscita nelle sale italiane. Il poster italiano è stato invece diffuso il 29 marzo 2012. Il primo trailer del film, in lingua originale è stato diffuso il 3 aprile 2012,, cui è seguito il trailer in versione italiana l'11 aprile 2012, prima occasione per il pubblico di ascoltare Leo Gullotta come nuovo doppiatore di Woody Allen.
Inizialmente previsto per novembre 2012, la data di uscita italiana è stata anticipata al 20 aprile 2012, mentre negli USA è stato distribuito dal 22 giugno 2012.
Il doppiaggio è stato diretto da Maura Vespini per la CVD. Essendo nel frattempo deceduto lo storico doppiatore italiano di Allen, Oreste Lionello, dopo una lunga serie di doppiatori provinati è stato scelto Leo Gullotta, un vecchio compagno di Lionello al Salone Margherita e alla compagnia de Il Bagaglino. Al contrario, le attrici di lingua straniera Penélope Cruz e Carol Alt recitano in lingua italiana.

## Accoglienza
Il film non è stato particolarmente apprezzato da alcuni critici per il suo tono leggero e la poca credibilità dei personaggi.
Commercialmente il film è stato un successo, incassando 73 milioni di dollari  con un budget di 17 milioni.

## Riconoscimenti
- 2012 - Nastro d'argento
  - Candidatura al Miglior attore non protagonista per Riccardo Scamarcio
  - Candidatura alla Migliore attrice non protagonista per Alessandra Mastronardi
- 2012 - ALMA Awards
  - Candidatura alla Miglior attrice non protagonista in un film commedia per Penélope Cruz
- 2012 - Premio Kinéo
  - Migliore attrice non protagonista per Alessandra Mastronardi
- 2013 - Casting Society of America
  - Candidatura al Miglior casting di un film comico per Patricia DiCerto e Beatrice Kruger
- 2012 - Leggio d'oro
  - Miglior performance femminile per Alessia Amendola
- 2013 - Premio Flaiano
  - Miglior film comico
  - Candidatura alla Miglior attrice non protagonista per Ornella Muti